# Thái Mục hầu
Sái Mục hầu (chữ Hán: 蔡穆侯; trị vì: 674 TCN-646 TCN), tên thật là Cơ Hật (姬肸), là vị vua thứ 14 của nước Sái – chư hầu nhà Chu trong lịch sử Trung Quốc.
Cơ Hật là con của Sái Ai hầu - vua thứ 13 nước Sái. Năm 684 TCN, Sái Ai hầu bị Sở Văn vương bắt về nước giam cầm. Năm 675 TCN, Sái Ai hầu mất tại nước Sở, Cơ Hật được người nước Sái lập lên nối ngôi, tức là Sái Mục hầu.
Sái Mục hầu có người em gái được Tề Hoàn công lấy làm vợ lẽ, tức là Sái cơ. Năm 657 TCN, Sái cơ cùng Tề Hoàn công đi chơi thuyền trên sông. Tề Hoàn công sợ nước nhưng Sái cơ hay vẩy nước khiến Hoàn công sợ và rất giận Sái cơ, đuổi Sái cơ về nước. Mẹ Sái cơ mang con gái gả cho người khác. Tề Hoàn công giận nước Sái bèn hội chư hầu mang quân đánh.
Đầu năm 656 TCN, quân Tề đánh tan quân Sái. Nước Sái vốn là chư hầu gần nước Sở. Sở Thành vương điều quân cứu Sái. Quân Tề và chư hầu đóng ở đất Hình. Sở Thành vương không đánh nổi bèn sai Khuất Hoàn đi giảng hòa với nước Tề.
Năm 646 TCN, Sái Mục hầu mất. Ông ở ngôi được 29 năm. Con ông là Cơ Giáp Ngọ lên nối ngôi, tức là Sái Trang hầu.